# Petre Dimo
Petre Dimo (n. 1940, București, România) este un om de știință, inventator și profesor universitar de origine română, cunoscut pentru contribuțiile sale în domeniul  informaticii și calculatoarelor din România. În 2020 Universitatea Politehnica București i-a acordat titlul de  Doctor Honoris Causa.

## Biografie
Petre Dimo s-a născut la București în anul 1940, într-o familie de oameni de știință. Tatăl său, Paul Dimo a fost membru al  Academiei Române, și a avut contribuții deosebite la calculul rețelelor electrice. Totodată, tatăl său a fost primul care a adus în România cărți despre programarea calculatoarelor, insuflăndu-i fiului și altor studenți curiozitatea către acest domeniu. Familia tatălui său este de origine greacă. Unul din strămoșii săi din  secolul XVI, doctor la curtea otomană, a spionat în favoarea voievodului Mihai Viteazul, și a fost executat de imperiul otoman. Descendenții direcți ai acestui strămoș s-au refugiat în România.
Pasionat de fizică atomică, Petre Dimo a trecut cu brio examenul de admitere la  Institutul Politehnic București într-un concurs de admitere la care s-au înscris 13 de candidați pe un loc, sperând sa fie admis la Facultatea de Electronică din Politehnică, unde se pregăteau inginerii fizicieni. Deoarece nu a primit o repartizare corespunzătoare dorinței sale, Petre Dimo s-a transferat la Facultatea de Energetică, ale cărei cursuri le-a absolvit în 1962. La Politehnică, a devenit prieten apropriat cu viitorii oameni de știință Ion Filotti și Paul Cristea, care au absolvit în același an 1962.
În același an 1962 profesorul Corneliu I. Penescu, membru corespondent al Academiei Române, a reușit să creeze o secție de Automatică în cadrul Facultății de Energetică, și să înființeze prima catedră de Automatică din Institutul Politehnic. În această secție au fost recrutați mai mulți absolvenți din anul 1962, aleși dintre studenții de la Facultățile de Electronică, Electrotehnică și Energetică care aveau mediile cele mai mari. După terminarea studiilor, Petre Dimo a fost selecționat pentru această secție. A primit o poziție de preparator în 1963, apoi de asistent în 1964 în noua catedră de Automatică. În 1969 a devenit șef de lucrări, în același an cu înființarea Catedrei de Calculatoare. În același an a  devenit membru al primului colectiv de cadre didactice din această catedră.
După susținerea tezei de doctorat, Petre Dimo a aflat că nu are șanse de promovare la nivelul de conferențiar, pentru că avea un “dosar social” compromis. În 1974 s-a hotărât să părăsească țara și să plece în Franța, unde se aflau deja mama și socrii săi. Deoarece cine făcea o cerere de plecare din România trebuia să părăsească universitatea, Petre Dimo a trebuit să își găsească un alt loc de muncă. S-a angajat la IIRUC (Întreprinderea pentru Întreținerea și Repararea Utilajelor de Calcul) până în 1978, când pașapoartele pentru emigrare ale familiei au fost în fine aprobate. În 1978 a părăsit țara.
După completarea unui proiect de doi ani in Marea Britanie la Universitatea din Southampton, Petre Dimo s-a angajat ca senior software specialist la filiala franceză a societății americane Digital Equipment Corporation, care a fost mai târziu achizitionată de firma Compaq, și mai apoi de firma Hewlett Packard. Mai târziu a devenit directorul departamentului Professional Services al filialei franceze Digital.
În 1986 Petre Dimo a părăsit Digital Equipment Corp. și a înființat o societate de consultanță software.  
În 2012 profesorul Paul Cristea și conducerea Departamentului de Inginerie în Limbi Străine din Universitatea Politehnica București l-au invitat sa revina să predea în Politehnică. Petre Dimo, aflat la vârsta de pensionare, și-a încheiat activitatea de consultanță în Franta, și a redevenit membru al Universității.

## Activitate științifică
În ultimii ani de facultate (1961-1962), Petre Dimo a fost recrutat de Prof. Grigore Moisil într-un mic grup mixt de cercetare, cu zece participanți matematicieni și ingineri, selecționați dintre foști studenți din cursurile de logică matematică și algebră booleană predate de Moisil la Facultatea de Matematică a Universității din București și în Politehnică. Grupul, care a inclus de asemenea viitorii oameni de știință Paul Cristea, Ion Filotti, și Gheorghe Mărâi, s-a întâlnit în fiecare sâmbătă după-amiază cu Moisil la Casa Oamenilor de Știință din București, până în anul 1968, și a păstrat un adânc respect și recunoștință lui Moisil pentru intelectul, generozitatea față de studenți, și simțul său de umor. Dat fiind că Grigore Moisil a fost unul din fondatorii științei calculatoarelor, Petre Dimo face parte din prima generație de calculatoriști români.
După angajarea la Universitatea Politehnica în 1963, Petre Dimo a demonstrat un talent deosebit în relațiile de lucru cu studenții. Conform criticului de film și realizator TV Eugenia Vodă, profesorul Dimo a fost remarcat de către studenți pentru obiectivitatea și imparțialitatea sa în acordarea notelor de examen, fără considerație pentru posibilele legături ale studenților examinați cu rude sau prieteni sus-puși in Partidul Comunist Român.
Unul din primele subiecte de cercetare abordate de Petre Dimo în acea vreme a fost proiectarea unui calculator analogic. În această perioadă de început, echipamentele din  Facultatea de Automatică și Calculatoare înca nu erau digitale, motiv pentru care Petre Dimo a început, împreună cu colegii Adrian Petrescu și Ivan Șipoș și sprijiniți de profesorul Corneliu I. Penescu, proiectarea și construcția primului calculator analogic cu tuburi care să fie utilizat la orele de laborator pentru a modela procese de automatizare. Această cercetare s-a materializat în Calculatorul Analogic MAC-1. Proiectul a câștigat Premiul Ministerului Învățământului pentru cercetare în 1965. Mai târziu, preocupările lui Petre Dimo s-au orientat spre tehnicile de transmitere optimală a informației, iar teza sa de doctorat a fost pe tema interacțiunii om-calculator.
Petre Dimo a avut o bogată activitate publicistică în domeniul calculatoarelor. A scris articole care au abordat concepte și tehnologii curente de-a lungul timpului, de la tuburi electronice, tranzistoare, circute logice, limbaje de programare, sisteme de calcul,
sisteme de operare, interconectarea sistemelor de calcul, echipamente pentru dialogul om-calculator, până la elemente de inteligență artificială. Cartea sa „Programarea in FORTRAN” a fost prima carte de descriere a limbajului FORTRAN publicată în România și a fost folosită ca material didactic de către toate departamentele de profil din țară și de specialiștii în formare din centrele teritoriale de calcul.
Petre Dimo a făcut parte din colective care au obținut două brevete de invenție pentru: „Instalație pentru analiza automată a comportării unui sistem electroenergetic” și „Procedeu și dispozitiv pentru extragerea, poziționarea și sortarea automată a feritelor inelare”, și care au obținut de asemenea un certificat de inovație pentru „Anagraf D în construcție modulară".
Dupa plecarea din România, Petre Dimo a fost invitat în Anglia de Prof. Colin Mercer (Universitatea din Southampton), care îl cunoscuse pe Petre Dimo printr-un program UNESCO. Impreuna, au lucrat la un proiect pilot pentru un echipament periferic nou la Universitatea din Southampton.
În decursul activității sale la firma Digital, a participat la elaborarea normelor europene de proiectare software pentru Digital Equipment Europa.
În decursul activității de consultanță, a predat cursuri de specialitate “Inteligență artificială”, “Sisteme de operare” și
“Arhitectura Calculatoarelor” pentru studenții din școlile de ingineri din Franța (ESIEE, ESIEA). 
În martie 2020 Universitatea Politehnica București i-a acordat titlul de  Doctor Honoris Causa.